# Сілосово
Сіло́сово (рос. Силосово, башк. Силасау) — присілок у складі Бураєвського району Башкортостану, Росія. Входить до складу Бадраковської сільської ради.
Населення — 284 особи (2010; 337 у 2002).
Національний склад:
- башкири — 98 %

Стара назва — Сіласово.